# Tabanus gracilicornis
Tabanus gracilicornis är en tvåvingeart som beskrevs av James Stewart Hine 1925. Tabanus gracilicornis ingår i släktet Tabanus och familjen bromsar. Inga underarter finns listade i Catalogue of Life.